# 夹河寨站
夹河寨站是一个陇海铁路和符夹铁路上的铁路车站，位于江苏省徐州市铜山区夹河乡，建于1936年，目前为四等站，邮政编码为221148。目前客运：不办理旅客乘降；货运：办理整车货物发到；危险货物仅办理农药、化肥发到。